# Administration-to-Business
Administration-to-Business (deutsch „Staat zu Unternehmen“, A2B; auch englisch Government-to-Business, G2B) ist in der Betriebswirtschaftslehre, im E-Business und allgemein im Marketing der Anglizismus für eine Geschäftsbeziehung der öffentlichen Verwaltung mit Unternehmen.

## Allgemeines
Der im E-Business entwickelte Begriff kann auch verallgemeinernd für alle Geschäftsbeziehungen zwischen verschiedenen Wirtschaftssubjekten oder zwischen zwei gleichen Wirtschaftssubjekten verwendet werden. Wirtschaftssubjekte sind Privathaushalte (englisch consumer), Unternehmen (englisch business) und der Staat mit seiner öffentlichen Verwaltung (englisch administration, government). Der Wirtschaftswissenschaftler Thomas Schildhauer definiert wie folgt: „Bezeichnung für interne Verwaltungsprozesse und Modelle der Interaktion zwischen Verwaltungen und einzelnen Regierungen auf Verwaltungsebene“. „Administration-to…“ beschreibt dasjenige Wirtschaftssubjekt, das die Geschäftsbeziehung angebahnt hat. Gegenstand der Beziehung kann ein Kaufvertrag, Mietvertrag, sonstiger Vertrag oder ein Gesetz sein, aufgrund dessen Güter oder Dienstleistungen gegen Geld (oder ausnahmsweise gegen andere Güter) ausgetauscht werden. Bei Administration-to-Business wird meist keine Geschäftsbeziehung eingegangen, sondern es besteht eine Rechtsbeziehung, die überwiegend auf öffentlichem Recht beruht.

## Übersicht aller Geschäftsbeziehungen
Die Geschäftsbeziehungen zwischen einzelnen Wirtschaftssubjekten können wie folgt systematisiert werden:
| Wirtschaftssubjekt    | Privathaushalte Beispiel                                  | Unternehmen Beispiel                        | öffentliche Haushalte Beispiel                            |
| --------------------- | --------------------------------------------------------- | ------------------------------------------- | --------------------------------------------------------- |
| Privathaushalte       | Consumer-to-Consumer Tauschbörsen wie eBay                | Consumer-to-Business Aufträge, Bestellungen | Consumer-to-Administration Steuererklärung, Melderegister |
| Unternehmen           | Business-to-Consumer Lieferung von Waren im Versandhandel | Business-to-Business Interbankenhandel      | Business-to-Administration Lohnsteueranmeldung            |
| öffentliche Haushalte | Administration-to-Consumer Gebührenbescheid               | Administration-to-Business Außenprüfung     | Administration-to-Administration Amtshilfe                |

Auf diese Weise ergeben sich neun Kombinationen von Geschäftsfeldern.
Administration-to-Business-Beziehungen liegen vor bei Baugenehmigungen für gewerbliche Bauvorhaben, Erlaubnissen (etwa Banklizenz, Betriebserlaubnis, Gaststättenkonzession, Zulassung von Fahrzeugen zum Straßenverkehr), Steuerbescheiden, Beschaffung von Material (etwa durch das Bundesamt für Ausrüstung, Informationstechnik und Nutzung der Bundeswehr), Öffentlich-private Partnerschaft, Transferleistungen (etwa finanzielle Fördermittel, Subventionen, Zuschüsse). Auch das Dienstleistungsangebot der Finanzbehörden, Steuererklärungen in digitaler Form über das Internet einzureichen, ist Administration-to-Business, beispielsweise über Elster.

## Wirtschaftliche Aspekte
Zahlreiche Transaktionen der öffentlichen Hand mit Unternehmen sind streng genommen kein E-Commerce, weil sie keinen kommerziellen Charakter aufweisen, da sie keine Gegenleistung zur Folge haben. Lediglich im Falle der Erhebung von öffentlichen Abgaben, Beiträgen oder Gebühren hat die öffentliche Verwaltung eine Gegenleistung erbracht oder wird sie erbringen.